# Unity Tour
Tournées par The Jacksons
Victory Tour
(1984)
Unity Tour est la première tournée du groupe The Jacksons depuis trois décennies. Pour cette tournée mondiale, la première sans Michael, disparu le 25 juin 2009, et sans Randy, le groupe se compose des quatre frères aînés Jackson : Jackie, Tito, Jermaine et Marlon. La tournée a commencé le 20 juin 2012 au Canada pour se terminer le 27 juillet 2013 aux États-Unis. 

## Contexte
Les Jacksons ont annoncé leur nouvelle tournée le 5 avril 2012, Jackie Jackson dira : « C'est un rêve qui devient réalité [...] Je ne peux croire que cela arrive enfin. Il n'y a rien de tel que d'avoir tous ses frères sur scène au même moment. Cela va être excitant pour nos fans autour du monde et je sais qu'à chaque concert, l'esprit de Michael sera dans la maison avec nous. »
Jermaine Jackson a aussi commenté la chose en disant : « Je suis tellement heureux et excité de refaire des performances sur scène avec mes frères, j'ai hâte de chanter des chansons qui firent tellement partie de nos vie. On est prêts et déterminés à garder l'héritage de la famille vivant et faire des performances encore une fois avec le plus haut niveau d'excellence, de créativité, et surtout, d'intégrité. »

## Programme
1. Can You Feel It
2. Blame It on the Boogie
3. I Wanna Be Where You Are (Michael Jackson)
4. Rock with You (Michael Jackson)
5. Show You the Way to Go
6. Lovely One
7. We're Here To Entertain You (video interlude)
8. Good Times
9. Looking Through The Windows
10. Time Waits for No One
11. Heaven Knows I Love You Girl
12. Push Me Away
13. Man of War
14. Gone Too Soon (Michael Jackson)
15. Jackson 5 Medley : 
  - I Want You Back
  - ABC
  - The Love You Save
  - Never Can Say Goodbye
16. All I Do Is Think Of You
17. I'll Be There
18. Dynamite (Jermaine Jackson)
19. Let's Get Serious (Jermaine Jackson, remplacé par When the Rain Begins to Fall pendant les tournées européennes)
20. Do What You Do (Jermaine Jackson, omis lors des dates européennes)
21. Can't Let Her Get Away (Michael Jackson)
22. This Place Hotel
23. Wanna Be Startin' Somethin' (Michael Jackson)
24. Don't Stop 'Til You Get Enough (Michael Jackson)
25. Shake Your Body (Down to the Ground)

## Dates de la tournée
| Date             | Ville          | Pays                | Lieu                                       |
| ---------------- | -------------- | ------------------- | ------------------------------------------ |
| Amérique du Nord |                |                     |                                            |
| 20 juin 2012     | Rama           | Canada              | Casino Rama (en)                           |
| 22 juin 2012     | Merrillville   | États-Unis          | Star Plaza Theatre (en)                    |
| 23 juin 2012     | Détroit        | États-Unis          | Fox Theatre                                |
| 28 juin 2012     | New York       | États-Unis          | Apollo Theater                             |
| 29 juin 2012     | Atlantic City  | États-Unis          | Borgata Event Center                       |
| 30 juin 2012     | Englewood      | États-Unis          | Bergen Performing Arts Center              |
| 1er juillet 2012 | Baltimore      | États-Unis          | Modell Performing Arts Center              |
| 8 juillet 2012   | Atlanta        | États-Unis          | Chastain Park Amphiteater                  |
| 17 juillet 2012  | Albuquerque    | États-Unis          | Hard Rock Hotel & Casino                   |
| 18 juillet 2012  | Phoenix        | États-Unis          | Comerica Theatre                           |
| 20 juillet 2012  | Las Vegas      | États-Unis          | Cannery Casino and Hotel                   |
| 21 juillet 2012  | Valley Center  | États-Unis          | Open Sky Theater                           |
| 22 juillet 2012  | Los Angeles    | États-Unis          | Greek Theatre                              |
| 27 juillet 2012  | Saratoga       | États-Unis          | Mountain Winery Amphitheatre               |
| 28 juillet 2012  | Lincoln City   | États-Unis          | Chinook Winds Casino Resort                |
| 29 juillet 2012  | Snoqualmie     | États-Unis          | Mountain View Plaza                        |
| 11 août 2012[A]  | New York       | États-Unis          | Coney Island                               |
| 31 août 2012     | Cabazon        | États-Unis          | Morongo Casino Resort Hotel                |
| 21 octobre 2012  | Richmond       | Canada              | River Rock Show Theatre                    |
| 19 octobre 2012  | Washington     | États-Unis          | Howard Theatre                             |
| 20 octobre 2012  | Biloxi         | États-Unis          | Beau Rivage Resort and Casino              |
| Europe           |                |                     |                                            |
| 8 novembre 2012  | Anvers         | Belgique            | Sportpaleis                                |
| 9 novembre 2012  | Anvers         | Belgique            | Sportpaleis                                |
| 10 novembre 2012 | Anvers         | Belgique            | Sportpaleis                                |
| 16 novembre 2012 | Anvers         | Belgique            | Sportpaleis                                |
| 17 novembre 2012 | Anvers         | Belgique            | Sportpaleis                                |
| 23 novembre 2012 | Rotterdam      | Pays-Bas            | Ahoy Rotterdam                             |
| 24 novembre 2012 | Rotterdam      | Pays-Bas            | Ahoy Rotterdam                             |
| 25 novembre 2012 | Rotterdam      | Pays-Bas            | Ahoy Rotterdam                             |
| 26 novembre 2012 | Rotterdam      | Pays-Bas            | Ahoy Rotterdam                             |
| 27 novembre 2012 | Rotterdam      | Pays-Bas            | Ahoy Rotterdam                             |
| Asie             |                |                     |                                            |
| 30 novembre 2012 | Abu Dhabi      | Émirats arabes unis | du Arena                                   |
| 6 décembre 2012  | Tokyo          | Japon               | Tokyo International Forum                  |
| 7 décembre 2012  | Tokyo          | Japon               | Tokyo International Forum                  |
| 9 décembre 2012  | Osaka          | Japon               | OICC Event Hall                            |
| 12 décembre 2012 | Seri Kembangan | Malaisie            | Palace of the Golden Horses                |
| 13 décembre 2012 | Kuala Lumpur   | Malaisie            | Stadium Negara                             |
| 15 décembre 2012 | Kallang        | Singapour           | Singapore Indoor Stadium                   |
| Europe           |                |                     |                                            |
| 5 février 2013   | Dortmund       | Allemagne           | Westfalenhallen                            |
| 6 février 2013   | Frankfurt      | Allemagne           | Jahrhunderthalle                           |
| 9 février 2013   | Vienne         | Autriche            | Wiener Stadthalle                          |
| 11 février 2013  | Rome           | Italie              | Atlántico Live                             |
| 12 février 2013  | Milan          | Italie              | Discoteca Alcatraz                         |
| 17 février 2013  | Ulm            | Allemagne           | Ratiopharm Arena                           |
| 18 février 2013  | Berlin         | Allemagne           | Tempodrom                                  |
| 20 février 2013  | Copenhague     | Danemark            | Falkoner Theatre                           |
| 21 février 2013  | Oslo           | Norvège             | Oslo Spektrum                              |
| 24 février 2013  | Stockholm      | Suède               | Stockholm Waterfront                       |
| 24 février 2013  | Helsinki       | Finlande            | Hartwall Arena                             |
| 26 février 2013  | Birmingham     | Royaume-Uni         | National Indoor Arena Academy              |
| 27 février 2013  | Manchester     | Royaume-Uni         | Manchester Apollo                          |
| 28 février 2013  | Glasgow        | Royaume-Uni         | Clyde Auditorium                           |
| 2 mars 2013      | Bournemouth    | Royaume-Uni         | Bournemouth International Centre           |
| 3 mars 2013      | Londres        | Royaume-Uni         | Hammersmith Apollo                         |
| 5 mars 2013      | Munich         | Allemagne           | Olympiahalle                               |
| 6 mars 2013      | Anvers         | Belgique            | Lotto Arena                                |
| 7 mars 2013      | Amsterdam      | Pays-Bas            | Heineken Music Hall                        |
| 10 mars 2013     | Düsseldorf     | Allemagne           | Mitsubishi Electric Halle                  |
| Océanie          |                |                     |                                            |
| 14 mars 2013     | Perth          | Australie           | Perth Arena                                |
| 16 mars 2013     | Sydney         | Australie           | Sydney Entertainment Centre                |
| 17 mars 2013     | Wollongong     | Australie           | WIN Entertainment Centre                   |
| 19 mars 2013     | Melbourne      | Australie           | Melbourne Convention and Exhibition Centre |
| 21 mars 2013     | Newcastle      | Australie           | Newcastle Civic Theatre                    |
| 24 mars 2013     | Brisbane       | Australie           | Riverstage                                 |
| 26 mars 2013     | Auckland       | Nouvelle-Zélande    | Vector Arena                               |
| Afrique          |                |                     |                                            |
| 28 mai 2013      | Rabat          | Maroc               | OLM Souissi                                |
| Amérique du Nord |                |                     |                                            |
| 30 juin 2013     | Los Angeles    | États-Unis          | Staples Center                             |
| 25 juillet 2013  | New Brunswick  | États-Unis          | State Theatre                              |
| 26 juillet 2013  | Westbury       | États-Unis          | NYCB Theatre at Westbury                   |
| 27 juillet 2013  | Atlantic City  | États-Unis          | Borgata Music Box                          |

## Concerts annulés
- 18/06/12 : Louisville, États-Unis, The Louisville Palace. Annulé.
- 19/06/12 : Cincinnati, États-Unis, Riverbend Music Center. Annulé.
- 24/06/12 : Kettering, États-Unis, Fraze Pavilion. Annulé.
- 26/06/12 : Cleveland, États-Unis, Jacobs Pavilion at Nautica. Annulé.
- 03/07/12 : Washington, États-Unis, DAR Constitution Hall. Annulé.
- 06/07/12 : Raleigh, États-Unis, Time Warner Cable Music Pavilion. Annulé.
- 07/07/12 : Charlotte, États-Unis, Verizon Wireless Amphitheatre. Annulé (Jermaine Jackson a eu la grippe).
- 10/07/12 : Nashville, États-Unis, Ryman Auditorium. Annulé.
- 11/07/12 : Saint-Louis, États-Unis, Fox Theatre. Annulé.
- 13/07/12 : Grand Prairie, États-Unis, Verizon Theatre at Grand Prairie. Annulé.
- 14/07/12 : Houston, États-Unis, Bayou Music Center. Annulé.

## Équipe musicale

### Artistes principaux
- Jermaine Jackson : chanteur, danseur, bassiste
- Tito Jackson : chanteur, danseur, guitariste
- Marlon Jackson: chanteur, danseur, percussionniste
- Jackie Jackson : chanteur, danseur, percussionniste